# Кривошеин де Канесе, Наталия
Наталия Кривошеин де Канесе (исп. Natalia Krivoshein de Canese; 7 мая 1926, Прага — 14 августа 2019, Асунсьон) — парагвайский филолог.
Родилась в русской эмигрантской семье, внучка инженера Григория Кривошеина. В 1929 г. вместе с отцом, инженером Николаем Кривошеиным, перебралась из Чехословакии в Аргентину, а годом позже — в Парагвай. Изучала инженерное дело, однако законченного профессионального образования не получила.
В зрелом возрасте решила посвятить себя изучению языка гуарани и в 40 лет окончила Национальный университет Асунсьона. В 1983 г. опубликовала «Грамматику языка гуарани» (исп. Gramática de la lengua guaraní), за которой последовала монография «Испанский язык Парагвая в контакте с гуарани» (исп. El espanõl del Paraguay en contacto con el guaraní; 1987). Вместе с Фелисиано Акостой подготовила испанско-гуаранийский и гуаранийско-испанский словарь (гуар. Ñe'eryru: avañe'e-karaiñe'e, karaiñe'e-avañe'e) и серию сборников парагвайских мифов «Жизнь Ка’и» (гуар. Ka’i rekovekue), «Приключения Ка’и» (гуар. Ka'i rembiasakue) и др. Также Кривошеин и Акоста составили сборник поэзии на языке гуарани (гуар. Ñe'ẽpoty aty; 2005).
Была замужем за микробиологом Аркимедесом Канесе; совместной работой супругов стал справочник «Язык гуарани для употребления в медицине» (исп. Guaraní par uso médico). Дочь — Марта Канесе Кривошеин (род. 1953), художница. Сыновья — поэт и биолог Хорхе Канесе и политик Рикардо Канесе Кривошеин.

## Книги
- 1983: Gramática de la lengua guaraní
- 1987: El espanõl del Paraguay en contacto con el guaraní
- 1990: Ñe'ẽryru. diccionario guaraní-español (Ñe'eryru: avañe'e-karaiñe'e, karaiñe'e-avañe'e)
- 1994: Ka’i rekovekue
- 1994:Ka'i rembiasakue
- 1996:Tetãgua remimombe'u
- 1999:Mombe'ugua'u
- 2005: Ñe'ẽpoty aty
- Guaraní par uso médico